# Hubert Wurmbach
Hubert Wurmbach (* 15. November 1938 in Schelmkappe/Löningen; † 5. Juni 2015 in Löningen) war ein deutscher Anglist und Hochschullehrer.

## Leben und Wirken
Hubert Wurmbach besuchte das Clemens-August-Gymnasium in Cloppenburg, wo er sein Abitur erreichte. Seine Schwestern waren die Richterin Hildegard Wurmbach und die Historikerin Agnes Wurmbach.
Hubert Wurmbach studierte ab 1959 Anglistik, Amerikanistik und Germanistik an der Christian-Albrechts-Universität zu Kiel, unterbrochen von zwei Studiensemestern an der Universität Würzburg. In Kiel legte er  1965 das erste Staatsexamen für den höheren Schuldienst ab. Bis 1969 war er dann als wissenschaftlicher Assistent in Kiel bei dem Anglisten Rudolf Germer. Als dieser auf eine Professor an der Eberhard Karls Universität Tübingen wechselte, folgte ihm Wurmbach als Assistent und promovierte 1972 dort bei Rudolf Germer über William Wordsworth. Im gleichen Jahr ging Wurmbach an die Universität zu Köln und habilitierte sich im Jahre 1979 für Englische Philologie mit einer Arbeit über Christopher Marlowe. Zunächst lehrte er bis 1983 als Privatdozent, von 1983 bis 1996 als außerplanmäßiger Professor. Ab 1996 war Wurmbach Gymnasiallehrer am Aloisiuskolleg in Bonn und arbeitete an der Universität zu Köln als Studienrat im Hochschuldienst.

## Veröffentlichungen
- Das mystische Element in der Dichtung und Theorie von William Wordsworth (= Anglistische Forschungen, Bd. 106). Winter, Heidelberg 1975, ISBN 3-533-02378-8 (= Dissertation Universität Tübingen).
- Die Amerikastudien anin den Rahmenplänen und Prüfungsordnungen der Bundesrepublik. In: Amerikastudien, Bd. 23 (1978), S. 147–163.
- Englische und amerikanische Landeskunde. In: Adolf Barth/Ulrich Halfmann: Das Anglistikstudium. Eine praktische Einführung (= Studienreihe Englisch, Bd. 1). Bagel, Düsseldorf 1979, S. 228–242, ISBN 3-513-02251-4.
- Curriculumsrevision und Unterrichtsinhalte. Der Stellenwert von Literaturt und 'soziokulturellem Sachwissen' in den hessischen Rahmenrichtlinien und in den nordrhein-westfälischen Unterrichtsempfehlungen für das Fach Englisch. In: Englisch-Amerikanische Studien, Bd. 1 (1979), S. 219–231.
- (Mitübersetzer): Hans-Heinrich Rudnick (Hrsg.): Englische Literaturtheorie des 19. Jahrhunderts. Texte von Blake bis Yeats. Reclam, Stuttgart 1979, S. 77–122 u. S. 149–181, ISBN 3-15-009947-1.
- Strukturalismus und Drameninterpretation: Tamburlaine. In: Kuno Schuhmann (Hrsg.): Vorträge und Protokolle. Anglistentag 1979. Universitätsbibliothek der Technischen Universität Berlin, Berlin 1980, S. 176–204, ISBN 3-7983-5056-6.
- Das Rahmenspiel als Form der sekundären Dramatisierung im elisabethanischen Drama. In: Franz Link/Günter Niggl (Hrsg.). Theatrum mundi. Götter, Gott und Spielleiter im Drama von der Antike bis zur Gegenwart [Hermann Kunisch zum 80. Geburtstag am 27. Oktober 1981 gewidmet] (= Literaturwissenschaftliches Jahrbuch, Sonderband 1981). Duncker & Humblot, Berlin 1981, S. 93–119, ISBN 3-428-04935-7.
- Christopher Marlowes Tambourlaine-Dramen. Struktur, Rezeptionslenkung und historische Bedeutung. Ein Beitrag zur Dramenanalyse (= Anglistische Forschungen, Bd. 166). Winter, Heidelberg 1984, ISBN 3-533-03215-9 (= Habilitationsschrift Universität zu Köln).
- Schelmkappe, Dorfchronik, 2009